# Де Томасо
Де Томасо (De Tomaso Automobili SpA) е италианска фирма производител на автомобили. Тя е основана от родения в Аржентина Алехандро де Томазо (1928 г.-2003 г.) в Модена през 1959 г. Фирмата първоначално произвежда различни прототипи и състезателни автомобили, включително Формула 1 колата за отбора на Франк Уилямс през 1970та година. Компанията получава сериозна репутация при производството на спортни и луксозни автомобили. Между 1976 г. и 1993 г. Де Томасо е собственик на легендарния италиански производител на спортни автомобили Мазерати (Maserati), и произвежда техните автомобили, включително следните модели Biturbo, the Kyalami, Quattroporte III, Karif и Chrysler TC. Де Томасо също е собственик и на мотоциклетната компания Moto Guzzi 1973 г.-1993 г.
Де Томасо влиза в процедура за ликвидация през 2004 г., въпреки че производството на нови автомобили продължава и след тази дата. До 2008 г. се търси купувач за търговски марки на Де Томасо от ликвидаторите назначени от съда. Фирмата е купен от Gian Mario Rossignolo през 2009 г. Прави се нов бизнес план за дружеството за производство на три модела и общо 8000 автомобила: 3000 кросоувъри, 3000 лимузини, и 2000 двуместни спортни автомобила.
През май 2012 г., Де Томасо отново е обявен за продажба след като новият бизнес план не успява да събере достатъчна финансова подкрепа. През юли 2012 г., Gian Mario Rossignolo е арестуван за разследване за злоупотреба с € 7.5 милиона от държавните фондове. През септември 2012 г., се появяват спекулациите, че BMW може да се интересуват от завода на марката за да произвеждат нови модели BMW автомобили.